# Кеннеди и Хайди
«Кеннеди и Хайди» (англ. «Kennedy and Heidi») — восемьдесят третий эпизод телесериала канала HBO «Клан Сопрано». Это шестой эпизод второй половины шестого сезона шоу, восемнадцатый во всём сезоне. Сценарий написали Мэттью Вайнер и создатель сериала и шоураннер Дэвид Чейз, а режиссёром стал Алан Тейлор. Премьера эпизода состоялась в США 13 мая 2007 года.
Возле начала «Кеннеди и Хайди», протагонист сериала Тони Сопрано (Джеймс Гандольфини) и Кристофер Молтисанти (Майкл Империоли) попадают в автомобильную аварию, которая оставляет Кристофера недееспособным. В сюжетной линии, Энтони-младший (Роберт Айлер) продолжает курсы в своём колледже и пересматривает свои отношения со своими друзьями. Эпизод был номинирован на премию «Эмми» за сценарий и получил её за режиссуру.

## В ролях
- Джеймс Гандольфини — Тони Сопрано
- Лоррейн Бракко — д-р Дженнифер Мелфи
- Эди Фалко — Кармела Сопрано
- Майкл Империоли — Кристофер Молтисанти
- Доминик Кьянезе — Коррадо Сопрано-мл. *
- Стивен Ван Зандт — Сильвио Данте
- Тони Сирико — Поли Галтьери
- Роберт Айлер — Энтони Сопрано-мл.
- Джейми-Линн Сиглер — Медоу Сопрано
- Аида Туртурро — Дженис Сопрано Баккалиери
- Стивен Р. Ширрипа — Бобби Баккалиери
- Фрэнк Винсент — Фил Леотардо
- Джон Вентимилья — Арти Букко
- Рэй Абруццо — маленький Кармайн Лупертацци
- Дэн Гримальди — Пэтси Паризи
- Шэрон Анджела — Розали Април
- Кэтрин Нардуччи — Шармейн Букко

* = указан только

### Приглашённые звёзды
- Джулианна Маргулис — Джулианна Скифф
- Сара Шахи — Соня Арагон
- Дэниел Болдуин — в роли самого себя
- Грегори Антоначчи — Бутч ДеКончини
- Макс Каселла — Бенни Фацио
- Кара Буоно — Келли Ломбардо Молтисанти
- Майкл Кантримен — доктор Ричард Фогель
- Майкл Дрэйер — Джейсон Паризи
- Фрэнсис Энсемплейр — Нуччи Галтьери
- Фрэнк Джон Хьюз — Уолден Бельфиоре
- Мэриэнн Леоне — Джоанна Молтисанти
- Артур Наскарелла — Карло Джерваси
- Деннис Паладино — Эл Ломбардо
- Джозеф Перрино — Джейсон Джерваси
- Бамбаджан Бамба — велосипедист
- Аль Роффе — операционный менеджер
- Марк Ла Мура — Алан Каплан
- Джои Перилло — Джон Стефано
- Элизабет Деннис — Андреа
- Крис Башинелли — Кевин
- Линдси Кэмпбелл — профессор Клайн
- Кристиана Анбри — Хайди
- Лея Безозо — Кеннеди
- Грегори Сарагоса — крупье
- Уильям ДеМео — Джейсон Молинаро
- Арти Паскаль — Бёрт Джерваси
- Джон Ву — Морган Ям
- Мэтт Сауэрхофф — Виктор Минео
- Эдвард Фёрс — водитель
- Александр Флорес — ребёнок
- Рэй ДеМаттис — Джерри Галтьери
- Морин Ван Зандт — Габриелла Данте
- Дениз Борино-Куинн — Джинни Сакримони
- Элизабет Бракко — Мэри Спатафоре
- Даниэль Ди Веккио — Барбара Сопрано Джильоне
- Энтони Дж. Рибустелло — Данте Греко
- Джон Кенатьемпо — Энтони Маффей
- Джон "Ча Ча" Чарчар — Альби Чанфоре
- Джонатан Лапалья — в роли самого себя
- Винни Орофино — Брайан Спатафоре
- Эд Вассалло — Том Джильоне
- Джо Пучилло — Беппи Шербо
- Мишель Марик — Джо Льюис
- Дина Пёрлман — Эллен Райнштайн
- Микки Пиццо — Сэл Пизано
- Седжал Шах — Чандраканта Пизано
- Зузанна Шадковски — Эльжбета
- Марк Фольф — Марк Льюис

## Сюжет
Главы преступных семей Лупертацци и ДиМео встречаются, чтобы обсудить удаление асбеста из проекта строительства. Тони Сопрано отклоняет требование Фила Леотардо на 25 % доли от денег от незаконной свалки. Кристофер Молтисанти везёт Тони домой в темноте по извилистой дороге. Он возбуждён и неоднократно меняет радиостанцию. Когда дорога становится кривой и Кристофер делает музыку громче, он сворачивает на встречную полосу; он сворачивает, чтобы избежать автомобиля и сворачивает на бездорожье. Тони получает лёгкие травмы, но Кристофер тяжело ранен и испытывает затруднение дыхания. Он говорит Тони, что он не пройдёт тест на наркотики и лишится водительских прав. Тони душит его, а затем вызывает скорую помощь; он позволяет больнице и его семье считать, что Кристофер умер в аварии.
Тони снится, что он признаётся доктору Мелфи, что он убил Кристофера, наряду с Биг Пусси и его кузеном Тони. На следующий день, Тони спрашивает Кармелу, чувствует ли она какое-либо облегчение со смертью Кристофера, что она отрицает. Он говорит доктору Мелфи, что он рад, что Кристофер мёртв, так как он был обузой и что его бесит необходимость симулировать угрызение совести перед своей семьёй. На поминках Кристофера, Тони противно показное проявление печали. Он и Кармела появляются на поминках приёмной матери Поли, Нуччи, которая скончалась от инфаркта; Поли возмущён плохой посещаемостью.
Энтони-младший продолжает проводить время с Джейсоном Паризи, Джейсоном Джерваси и их друзьями в общежитии. Они несказанно удивлены, узнав, что Виктору, которого они ранили серной кислотой, ампутировали два пальца, предположительно после проливки кислоты из автомобильного аккумулятора. Э.-мл. впечатляет своего психотерапевта, рассказывая ему, что он берёт курсы в колледже (в Ратгерсе) снова. После того, как Джейсон и его друзья расово и физически издеваются над сомалийским студентом, Э.-мл. присоединяется и потом впадает в депрессию.
Тони подслушивает Джоану, Кармелу и вдову Кристофера, обсуждающих смерть Кристофера. Он идёт на частную поездку в Лас-Вегас; он получает телефонный звонок, говорящий ему, что асбест нужно выбросить куда-то, а второй от Фила, который отказывается помогать с асбестом и издевается над ним по поводу смерти Кристофера. Тони знакомится с Соней, стриптизёршей, которую знал Кристофер, и говорит ей о его смерти. Они занимаются сексом и курят марихуану; она говорит ему, что он кажется грустным. Они принимают пейот и выигрывают в рулетку. Тони бормочет: «Он мёртв» и падает на пол со смехом. В Джерси, асбест слит в озеро. Тони и Соня наблюдают восход солнца над каньоном Ред-Рок, где Тони кричит: «Я понял!»

## Умерли
- Кристофер Молтисанти: серьёзно ранен в автокатастрофе, а затем Тони убил его путём удушения, зажав ему нос, когда тот задыхался от нехватки воздуха; он умирает после того, как захлебнулся собственной кровью, стекавшей по его дыхательным путям. По словам Тони, убит за то, что снова принимал наркотики, представляя опасность для него и его преступной семьи, и в целом за то, что разочаровывал Тони последние несколько лет.
- Мариануччи Галтьери: инфаркт.

## Название
- Кеннеди и Хайди — имена девочек-подростков за рулём машины, которая чуть не сталкивается с автомобилем Кристофера. Хайди отказывается останавливаться после аварии из-за страха потерять её ученическое удостоверение за нарушение коммендантского часа.

## Другие культурные и исторические отсылки
- Эл Ломбардо, в злобе, говорит, что "Сиракьюс" проигрывает баскетбольный матч, когда семья собирается после смерти Кристофера.
- Тусуясь с Джейсонами, Э.-мл. с девочкой сравнивает антидепрессанты "Лексапро" и "Велбутрин".
- Учитель Энтони-младшего по английскому языку рассказывает о Вордсворте.
- Энтони-младший говорит, что он взял урок и заинтересован в арабо-израильском конфликте. Э.-мл. отмечает, что «никто не знает, кто это начал.»
- Кармела смотрит старый эпизод «Шоу Дика Кэветта», где Кэветт берёт интервью Кэтрин Хепбёрн.
- На поминках Кристофера, Тони комментирует: «Грёбаный Джеймс Браун», когда Джоанна не сдерживается и плачет. Он также говорит, что скорбящая Келли похожа на Джеки Кеннеди со своей внешностью и солнцезащитным очками.
- Став свидетелем жестокого избиения безоружного негра-велосипедиста, проблемный Энтони-младший спрашивает своего психотерапевта: «Почему мы все не можем поладить?» Это может быть ссылкой на точно такую же фразу, сказанную Родни Кингом, негром, избитым полицией Лос-Анджелеса в ходе инцидента, который вызвал протесты и беспорядки.

## Музыка
- Песня, которую Кристофер включил в стерео в машине на полную мощность, когда он везёт Тони прямо перед аварией — «Comfortably Numb» группы Pink Floyd, в исполнении Роджера Уотерса вместе с Ваном Моррисоном и The Band. Первый трек из саундтрека к фильму «Отступники».
- Песня, играющая, когда Тони везут в такси в Лас-Вегасе — «Are You Alright?» Люсинды Уильямс.
- Песня, играющая на заднем плане, когда Тони впервые встречает Соню — «Outta My Head» в исполнении M. Ward.
- Песня, играющая на заднем плане, когда Тони и Соня занимаются сексом — «The Adultress» в исполнении The Pretenders.
- Песня, играющая на заднем плане, когда Тони и Соня разговаривают в постели — «Space Invaders» в исполнении The Pretenders, которая также звучала в эпизоде второго сезона, «Домашний арест».
- Песня, играющая во время финальных титров — «Minas de Cobre» в исполнении Calexico.

## Награды
- Режиссёр эпизода, Алан Тейлор, получил премию «Эмми» за лучшую режиссуру драматического сериала на 59-й церемонии вручения премии.